# 阻力危機

球形物體在高雷諾數時的阻力係數下降（圖中編號5的位置），若球較粗糙（例如高爾夫球），阻力係數下降時的雷諾數會比較低

阻力危機（也稱為Eiffel悖論）是一種流體力學的現象，是流場的雷諾數增加到一定程度時，其阻力係數突然下降的現象。針對圓形物體（例如球或是圓柱）的阻力危機現象已有詳盡的研究
。當雷諾數增加到大約300000時，阻力係數會快速的由0.5變成0.2，此時會產生較窄的紊流尾流。阻力危機的現象也和物體的表面粗糙度有關。

## 歷史
阻力危機此一現象是在1905年由尼古拉·茹科夫斯基發現，他認為此現象可以用球在不同位置上因不同流速造成的流線分離來解釋。
後來古斯塔夫·埃菲尔和Charles Maurain也透過實驗獨立發現此一現象。
埃菲尔在退休之後 ,在艾菲爾鐵塔的基座的實驗室中建立了第一個風洞，目的是要研究風對結構體以及早期飛機的施力。在一系列的實驗之後，他發現在雷諾數超過一臨界值之後，風對物體的施力會突然下降。
此一現象後來是由德國流體動力學家路德维希·普朗特用邊界層來解釋。

## 解釋
阻力危機和物體附近的邊界層從層流邊界層變換成紊流邊界層有關。對於圓柱型結構，此變換也意味著從低雷諾數結構良好的渦旋脱落，轉變成雷諾數超過臨界值時，雷諾數隨機涡旋脱落的情形，若雷諾數再增加，涡旋脱落會再回到結構良好的情形，阻力係數也會再提昇。
雷諾數超過臨界值時的行為可以用半實驗的方式，用統計平均的方式說明，或是用複雜計算流體力學
（CFD）來說明。計算流體力學需要用包括結構動態位移（dynamic displacements of the structure）的大渦模擬（Large Eddy Simulation），來考慮流體結構和特定流體條件的交互作用。
臨界雷諾數是紊流強度、上游速度剖面，以及近牆效應（速度梯度）的函數。阻力危機的半實驗敘述常會用Strouhal頻寬來說明。

## 外部連結
- (PDF).   [2008-10-24]. （原始内容存档 (PDF)于2011-06-05）.
- (PDF).   [2008-10-24]. （原始内容存档 (PDF)于2011-03-31）.